# Anthony Roberson
Anthony Lamorse Roberson (Saginaw, Míchigan, 14 de febrero de 1983) es un jugador profesional de baloncesto que milita en La Unión de Formosa de la Liga Nacional de Básquet de Argentina. Con 1,88 metros de altura, juega en la posición de base.

## Carrera
Procedente de la Universidad de Florida, Roberson no fue elegido en el draft de 2004 pero firmó con Memphis Grizzlies en agosto de 2005. La temporada 2005-06 la pasó en los Grizzlies y en Arkansas RimRockers, afiliado de Memphis en la NBDL. En octubre de 2006 firmó con Golden State Warriors pero fue cortado en enero.
El 19 de febrero de 2009 fue traspasado a Chicago Bulls junto con Tim Thomas y Jerome James por Larry Hughes.
Su primo, Terrance Roberson, jugó en Charlotte Hornets en 2000.